# 1261
- Wikisource

| Calendário gregoriano                                                        | 1261 MCCLXI                                           |
| Ab urbe condita                                                              | 2014                                                  |
| Calendário arménio                                                           | 710 – 711                                             |
| Calendário bahá'í                                                            | -583 – -582                                           |
| Calendário budista                                                           | 1805                                                  |
| Calendário chinês                                                            | 3957 – 3958 Início a 2 de fevereiro (aproximadamente) |
| Calendário copta                                                             | 977 – 978                                             |
| Calendário etíope                                                            | 1253 – 1254                                           |
| Calendários hindus - Vikram Samvat - Calendário nacional indiano - Cáli Iuga | 1316 – 1317 1182 – 1183 4361 – 4362                   |
| Calendário Holoceno                                                          | 11261                                                 |
| Calendário islâmico                                                          | 659 – 660                                             |
| Calendário judaico                                                           | 5021 – 5022                                           |
| Calendário persa                                                             | 639 – 640                                             |
| Calendário rúnico                                                            | 1511                                                  |
| Calendário solar tailandês                                                   | 1804                                                  |

1261 (MCCLXI, na numeração romana) foi um ano comum do século XIII do Calendário Juliano, da Era de Cristo, a sua letra dominical foi B (52 semanas), teve início a um sábado e terminou também a um sábado.
Na Era de César, ainda em vigor no reino de Portugal, correspondeu ao ano 1299 (= 1261 + 38).
| Ano completo                   |
| ------------------------------ |
| Ano comum com início ao sábado |

## Eventos
- 25 de Julho - Constantinopla é reconquistada pelo imperador de Niceia Miguel Paleólogo, que se torna imperador bizantino.
- Termina o reinado de João IV Láscaris em Niceia.
- O Beilhique de Ladik, centrado em Denizli, Turquia, declara-se independente do Sultanato de Rum.
- O rei Bela IV da Hungria repele outra invasão dos tártaros.
- O Papa Urbano IV sucede ao Papa Alexandre IV.
- Cortes em Coimbra com intensa atividade legislativa. Para além de poderem ter servido para anunciar o resultado das Inquirições, recentemente feitas aos abusos das classes possidentes em relação à apropriação de direitos régios, as Cortes de Coimbra dedicaram-se também a tratar do problema da moeda. À intenção de desvalorização da moeda, opuseram-se as Cortes, de tal forma que D. Afonso III decidiu substituir tal decisão pelo lançamento de um imposto sobre o rendimento. Ficariam livres desse imposto os bispos, chefes de ordens militares, cavaleiros e cónegos.

## Nascimentos
- 9 de Outubro – rei D. Dinis de Portugal.

## Mortes
- 25 de Maio - Papa Alexandre IV.
- 28 de fevereiro - Henrique III de Brabante n. 1231, foi duque de Brabante de 1248 a 1261.